# Slaget vid Karstula
Slaget vid Karstula var ett slag under finska kriget 1808–1809. Slaget stod mellan svenska och ryska styrkor den 21 augusti 1808.

## Slaget
Strax söder om Karstula kyrka hade den svenska kåren, som omfattade 1 600 man med sex kanoner, grupperat sig. Framför den svenska linjen fanns två små sjöar och en å som gav ett tvivelaktigt skydd eftersom man kunde vada över den på flera ställen. Striden blev ojämn redan från början. Ryssarna under Jegor Vlastov disponerade omkring 3 200 man och sju kanoner. Ryssarna inledde sitt anfall på morgonen den 21 augusti 1808. Efter en duell mellan artilleriet på den svenska och ryska sidan gick ryssarna till anfall över ett näs mellan de två sjöarna. De inledde även försök att kringgå svenskarna längre norrut.
Striden blev hård och hopplös ur svenskt perspektiv. Det var finska arméns ödesstund. Snart stod det klart att det inte gick att hejda ryssarnas försök att ta sig in mellan de två sjöarna. Fieandt beordrade reträtt när han förstod att en rysk kringgång var farligt nära att lyckas norrut. Den svenska kåren lyckades precis undkomma att bli omringad, och retirerade under ständiga strider med de förföljande ryssarna.

## Slagskeden

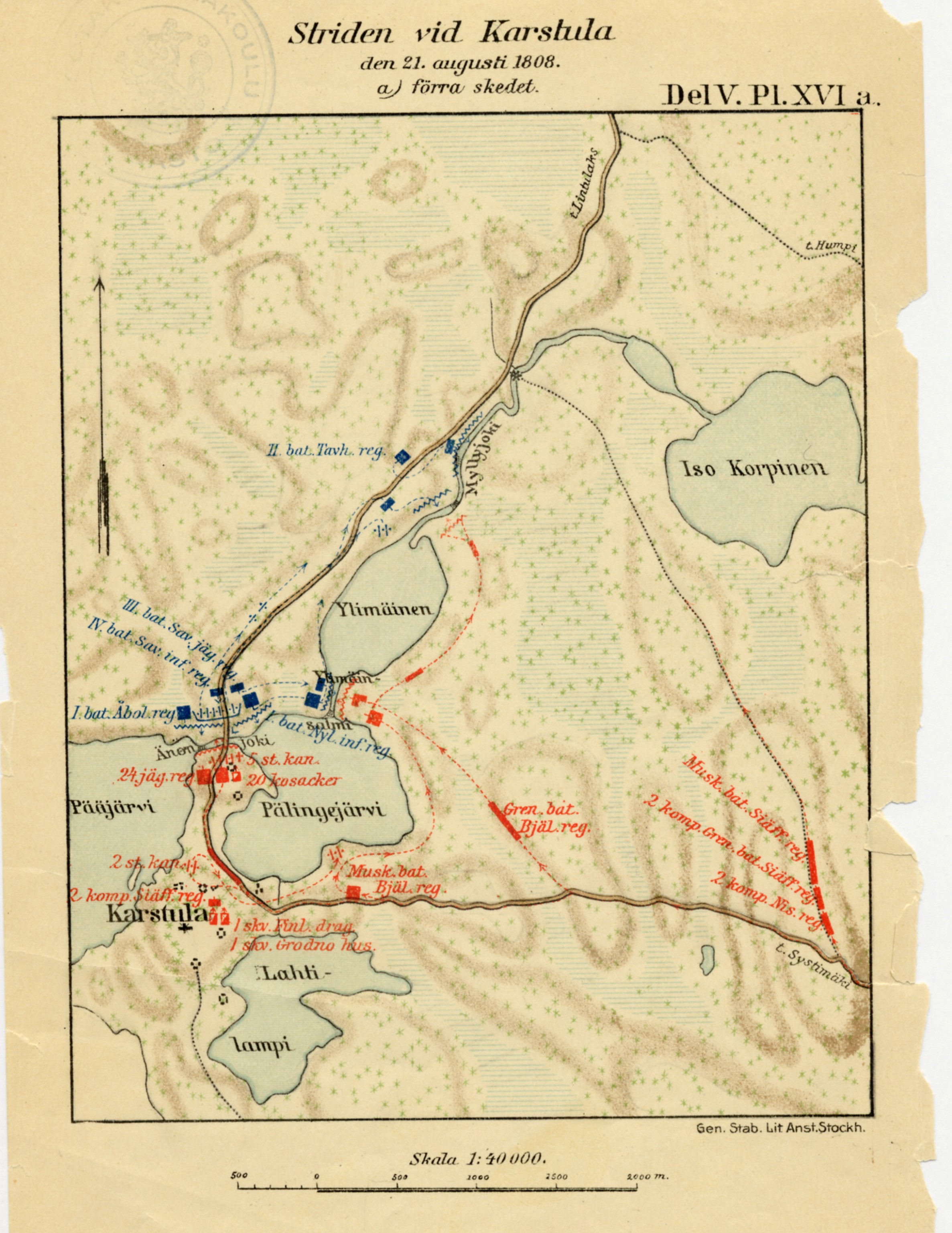
Första skedet av slaget vid Karstula.
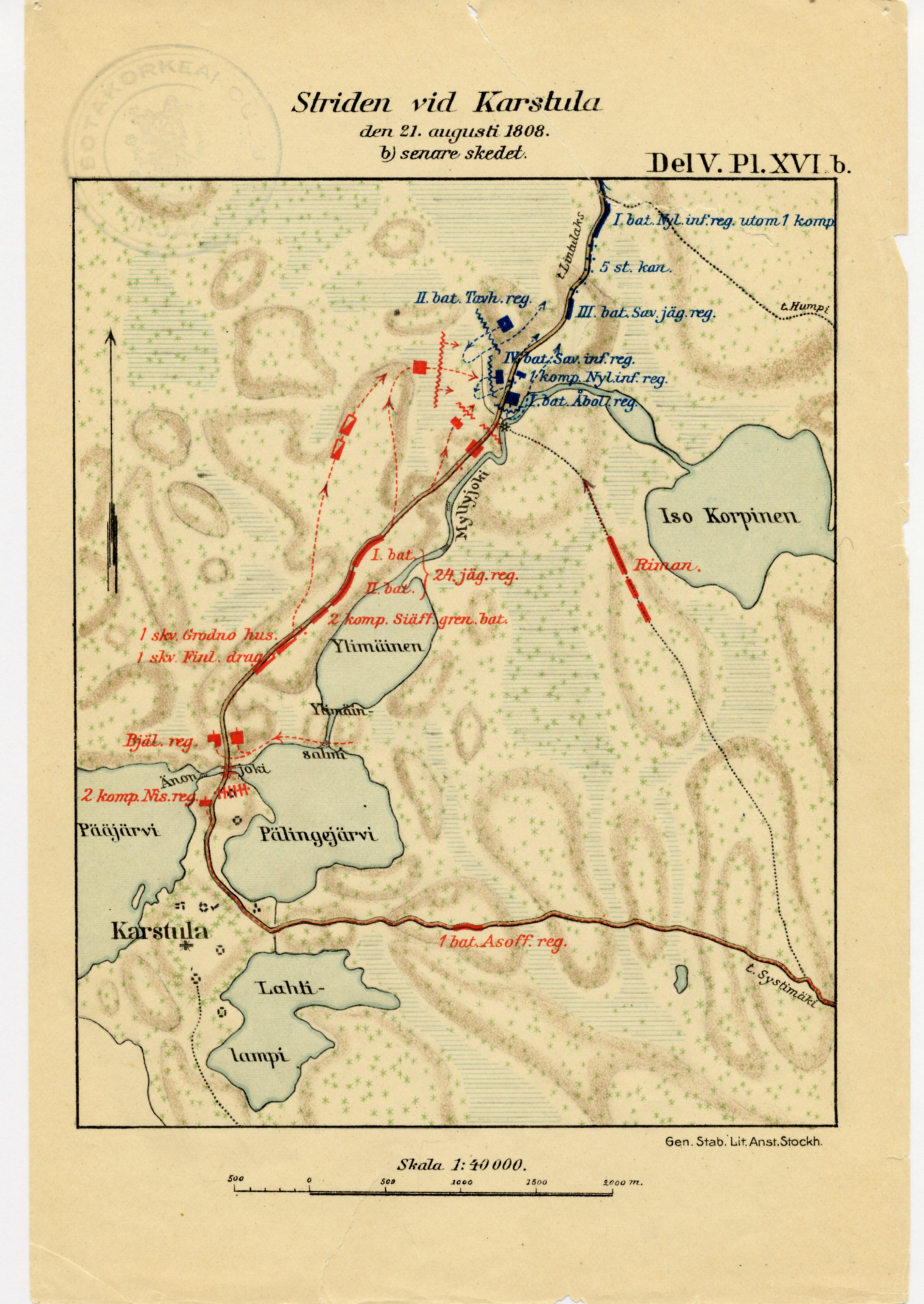
Andra skedet av slaget vid Karstula.